# Ilha Jekyll
A Ilha Jekyll (em inglês:  Jekyll Island) é uma ilha-barreira da costa do estado da Geórgia nos Estados Unidos, concretamente no condado de Glynn; é uma das ilhas do arquipélago das Sea Islands e das "Ilhas de Ouro" (Golden Isles) da Geórgia.
A cidade de Brunswick, os pântanos de Glynn, e várias outras islas, incluindo a ilha de St. Simons, que é maior, ficam próximas da ilha Jekyll. As suas praias são frequentadas pelos turistas e há visitas guiadas pela zona de interesse histórico do lugar. 
O centro histórico é composto por uma série de edifícios de finais do século XIX e inícios do XX. A ilha também está cheia de vida silvestre, contando espécies que se reproduzem nos pântanos do interior.

## Lista de marcos

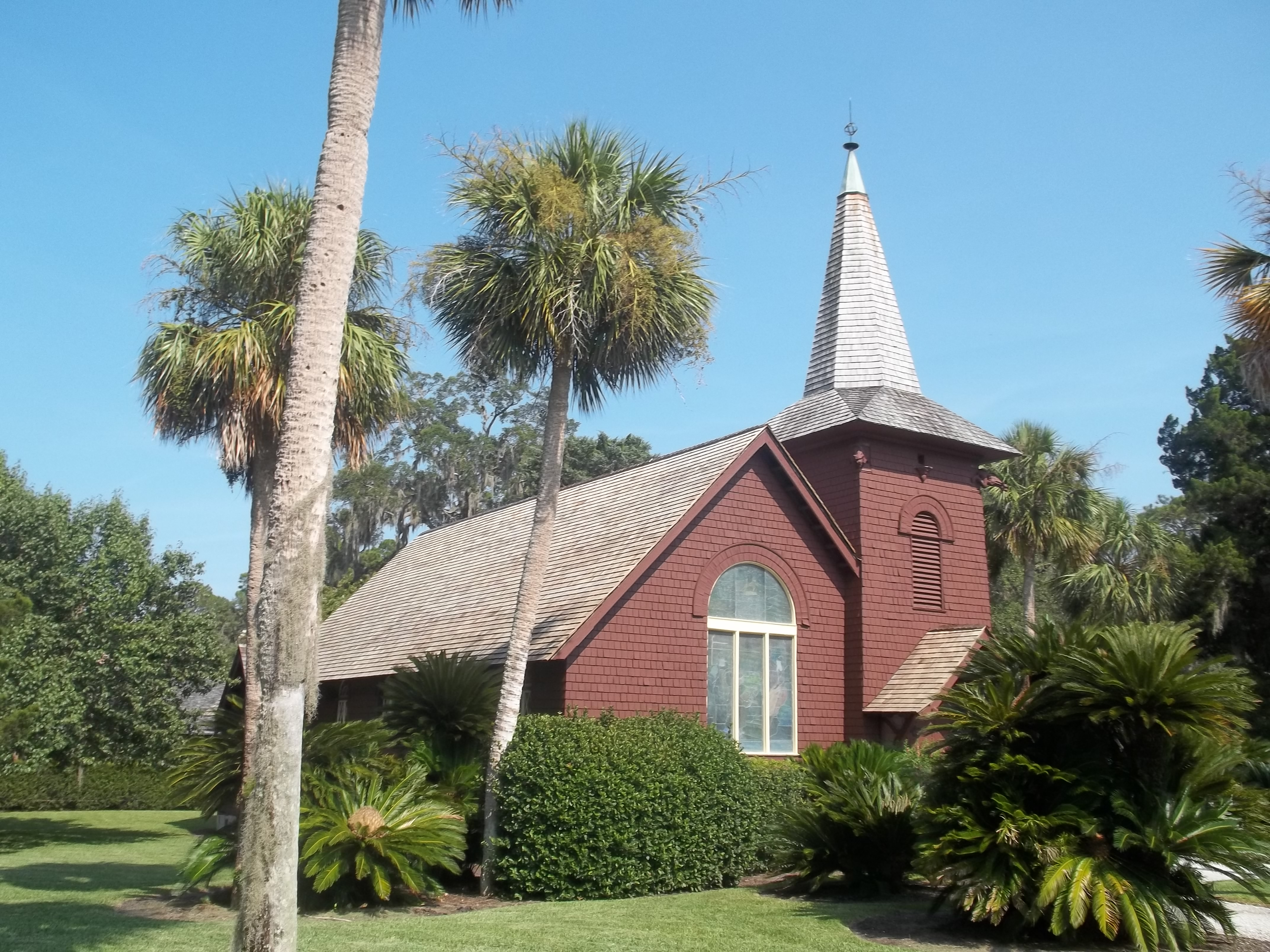
Capela na ilha

A relação a seguir lista as entradas do Registro Nacional de Lugares Históricos na Ilha Jekyll. Aquelas marcadas com ‡ também são um Marco Histórico Nacional.
- Faith Chapel
- Horton-duBignon House, Brewery Ruins, duBignon Cemetery
- Jekyll Island Club‡
- Rockefeller Cottage

## Locação para filmagem
Cenas dos filmes X-Men: First Class, Tempo de Glória, The Legend of Bagger Vance, Jekyll Island, e The View from Pompey's Head foram gravadas na Ilha Jekyll. Em 27 de outubro de 2014, Red Zone Pictures filmou na ilha o Magic Mike XXL (2015), estrelando Channing Tatum.
In 2016, um episódio da 7ª temporada de The Walking Dead foi filmada na ilha, assim como parte de um episódio da 10ª temporada em 2019.